# Natasja (dokumentarfilm)
|  | Denne artikel er oprettet af botten Steenthbot ud fra en ekstern database. Den kan derfor have sproglige fejl eller mangler. Denne skabelon kan fjernes efter kontrol af indholdet. |

Natasja er en dansk dokumentarfilm fra 2008 instrueret af Andreas Johnsen.

## Handling
Filmen om den danske rapper og dancehall-stjerne Natasja, der i 2007 på tragisk vis omkom i en bilulykke i Jamaica på tærsklen til sit store gennemrbud. Filmen fortæller om, hvordan hun langt hjemmefra arbejdede hårdt på at opnå respekt hos lokale stjerner og blandt publikum. Efter Natasjas død udkom hendes danske plade ¿I Danmark er jeg født¿, der blev en sællert og prisbelønnet.

## Medvirkende
- Natasja Saad